# Oralidade

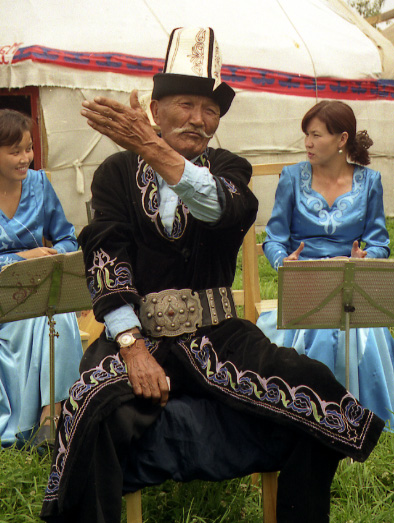
Um manaschi Quirguiz a declamar um poema épico em Karakol

Oralidade é a prática de uso da língua natural por meio da produção sonora, em diversos gêneros de texto orais, nos mais diferentes contextos e níveis de formalidade. Nela, estaria inclusa a fala (forma de produção textual por meio de sons articulados e de significados), acompanhada de outros aspectos como a prosódia, os gestos, a expressão facial, os movimentos corporais, entre outros.
É considerada, também, como a transmissão oral dos conhecimentos armazenados na memória humana. Antes do surgimento da escrita (3.000 a.C., com entrada no mundo ocidental por volta de 600 a.C.), grande parte dos conhecimentos eram transmitidos oralmente, sendo, pois, o principal meio de comunicação entre os homens. As memórias auditiva e visual eram os únicos recursos de que dispunham as culturas orais para o armazenamento e a transmissão do conhecimento às futuras gerações (de uma geração a outra).
A inteligência estava intimamente relacionada a memória. Os anciões eram considerados os mais sábios, consequência de seu vasto conhecimento acumulado.
Em muitas culturas, a identidade do grupo estava sob guarda a de contadores de histórias, cantores e outros tipos de arautos que, na prática, eram autenticamente os portadores da memória da comunidade. É é o caso do papel desempenhado pelos griot, na África Ocidental , os quais têm como relato mais famoso os feitos do rei Sundiata Queita, soberano do Império do Mali. Esse é um exemplo de que a oralidade apresentou papel principal e fundamental na comunicação humana durante muitos anos e que, ainda hoje, estudiosos contemporâneos concordam com sua influência na estrutura do pensamento de sociedades letradas (imersas nas diversas práticas de leitura e usos da escrita).

## Evolução na história
A tradição oral, na Grécia Antiga, era de extrema importância no ensino da arte da retórica, a arte de falar bem em público. Os sofistas da Grécia do século V diziam que a retórica era a fonte de uma base racional para eficazes desempenhos. O princípio fundamental de tal arte (a retórica) era basicamente demonstrar a capacidade do orador de refutar ou demonstrar um  argumento. 
O altar, durante a Idade Média na Europa Ocidental, mais do que o púlpito, tomava o lugar de importância no centro das igrejas. Os sermões e as pregações nas ruas e praças eram exemplos da importância do discurso oral para a Igreja. Não só ela, mas também os grandes governantes perceberam o poder da comunicação oral, sendo um exemplo disso o discurso da rainha Elizabeth I sobre a necessidade de "sintonizar os púlpitos". Assim, partindo da premissa de Isabel I de Inglaterra, Carlos I declarou que em períodos nos quais há ausência de guerras as pessoas são mais governadas pelo púlpito do que por espadas.
No século XV, o desenvolvimento do comércio mudou consideravelmente a comunicação oral, pois o aumento no intercâmbio de mercadorias e o nascimento das bolsas comerciais criavam o ambiente perfeito para a prática oral. As inovações do período permitiram a efervescência de bares, cafés, tabernas e clubes, espaços onde a prática oral, através dos discursos e debates, era essencial. Tais locais de debate foram, desta forma, o ambiente propício para, a partir do século XVII, desenvolver o que denominamos de "esfera pública".
A Universidade sempre foi outro ambiente propício e favorável ao uso da oralidade, pois a arte da retórica era de grande valor neste espaço, tendo em vista que era através de debates formais, declarações e disputas que os estudantes eram ensinados e estimulados ao aprendizado. Uma forte influência e consequência deste uso é que a maioria dos estilos literários, já no século XIX, derivava da retórica acadêmica. Atualmente, um resíduo da arte retórica encontra-se nos discursos de defesa de trabalhos de conclusão de curso nas graduações, mestrados e doutorados.

## Tipos de oralidade
A oralidade, estudada por inúmeros especialistas, é dividida em dois tipos: primária e secundária. Essas duas concepções de oralidade podem ser encontradas em obras como "As Tecnologias da Inteligência: O Futuro do pensamento na Era da Informática" do filósofo francês, Pierre Lévy, e "Oralidade e Cultura Escrita - A Tecnologização da Palavra" de Walter J. Ong, sendo, no entanto, abordadas de maneiras diferentes por cada especialista, pois tiveram seu destaque em momentos históricos distintos.

### Oralidade primária
Os elementos técnicos condicionam as formas de pensamento ou as temporalidades de uma sociedade. Isso quer dizer que uma sociedade que não possui influências da escrita ou da impressão organiza-se de uma forma diferente de uma outra que possua tais influências. A oralidade primária é o tipo de oralidade que não é influenciada de nenhuma forma pela escrita ou pela impressão, pois não possui contato com as mesmas. Nessas sociedades, a palavra tem como função básica a gestão da memória social, e, desta forma, o edifício cultural estaria fundado sobre as lembranças dos indivíduos.
Uma característica importante da comunicação oral é que ela não deixa resíduos táteis. Isto é, uma sociedade puramente oral não possui registros e se baseia totalmente na memória. A memória humana não corresponde a um equipamento de armazenamento e recuperação fiel das informações, pois há, muitas vezes, dificuldades para diferenciar as mensagens originais que recebemos das relações e associações que fazemos a elas.
Apesar da grande diversidade técnica das últimas décadas, há uma persistência da oralidade primária nas sociedades modernas, visto que as "representações e maneiras de ser ainda são transmitidas independentemente dos circuitos de escrita e dos meios de comunicação eletrônicos". Ou seja, a maior parte dos conhecimentos adquiridos experimentalmente ainda são repassados por meio da oralidade.

### Oralidade secundária
A oralidade secundária pertencente às culturas eletrônicas que dependem diretamente da cultura escrita e da impressão. O fato de ainda falarmos hoje está diretamente ligado à oralidade secundária. Apesar de muitas culturas altamente desenvolvidas a nível tecnológico ainda apresentarem muito da estrutura mental oriunda da oralidade primária, a existência de sociedades que ainda não tiveram contato com a escrita é rara atualmente. Diante disso, é difícil imaginar uma tradição puramente oral ou a oralidade primária de forma significativa, pois a tradição oral não possui resíduos ou depósitos e não pode ser tocada.
Exemplos claros da diferença entre oralidade primária e secundária foram os debates entre, na época candidato a senador pelo estado de Illinois, Abraham Lincoln, e o senador Stephen Douglas, nos Estados Unidos:
| “ | Nos debates Lincoln-Douglas de 1858, os guerreiros – pois isso é o que eles eram, clara e verdadeiramente – defrontam-se muitas vezes ao ar livre, durante o verão escaldante de Illinois, diante de um público extremamente participativo de até 12 ou 15 mil pessoas, cada um deles falando por uma hora e meia. (...) E tudo isso sem equipamento de amplificação. A oralidade primária se fez sentir no estilo agregativo, redundante, cuidadosamente ritmado, altamente agonístico e no intenso intercâmbio entre orador e público. (...) debates presidenciais na televisão atualmente estão completamente fora desse mundo oral mais antigo. O público está ausente, invisível, inaudível. (...) [os candidatos] fazem apresentações breves e se envolvem em diálogos incisivos uns com os outros, nos quais qualquer aresta é deliberadamente aparada. A mídia eletrônica não tolera exibição de antagonismo aberto. (...) essa mídia é totalmente dominada por um sentimento de fechamento que é herdeiro da impressão: uma exibição de hostilidade poderia romper o fechamento, o controle rigoroso. | ” |

## Distúrbios que afetam a oralidade
Considerando a importância da informação auditiva para a aquisição e organização das regras fonológicas, a avaliação do processamento auditivo (central) contribui para o diagnóstico de distúrbios fonológicos, que afetam a oralidade. 
- Gagueira: um transtorno que afeta a fluência da fala, tornando-a interrompida ou repetitiva.
- Disartria: uma condição que causa dificuldade na articulação das palavras devido a problemas neurológicos ou musculares.
- Apraxia da fala: uma condição em que o cérebro tem dificuldade em coordenar os movimentos necessáriospara produzir a fala.
- Afasia: uma condição que afeta a capacidade de compreender ou produzir linguagem devido a danos no cérebro, geralmente causados por um acidente vascular cerebral ou traumatismo craniano.
- Disfonia: um distúrbio que afeta a qualidade da voz, tornando-a rouca, fraca ou áspera.
- Mutações: um problema de fala que faz com que as palavras sejam pronunciadas de maneira incorreta ou com substituições de sons.[7]

Esses transtornos podem variar em gravidade e muitos deles podem ser tratados com terapia da fala. Se você estiver preocupado com sua capacidade de falar ou a de alguém que conhece, é importante procurar um profissional de saúde para obter um diagnóstico preciso e um plano de tratamento adequado.

## Oralidade e escrita
O linguísta Luiz Antônio Marcuschi, em sua obra “Da fala para a escrita: atividades de retextualização”, discute sobre as relações entre oralidade e letramento e fala e escrita de uma forma não dicotômica, isto é, que não vê as duas modalidades (fala e escrita) de uso da língua como diferentes, fechadas e opostas, como eram vistas até a década de 1980. Segundo o autor, a perspectiva dicotômica e tradicional de olhar paras as duas modalidades fez surgir o mito da supremacia cognitiva da escrita, ou seja, de que esta teria valores superiores à oralidade pois seria mais ordenada, organizada e lógica. E, consequentemente, a noção de que as sociedades letradas seriam superiores em relação às sociedades de cultura e tradição oral. 
A visão dicotômica costuma apresentar as duas modalidades tendo como principais características: 
| Fala            | Escrita            |
| --------------- | ------------------ |
| Contextualizada | Descontextualizada |
| Dependente      | Autônoma           |
| Implícita       | Explícita          |
| Redundante      | Condensada         |
| Não planejada   | Planejada          |
| Imprecisa       | Precisa            |
| Não normatizada | Normatizada        |
| Fragmentária    | Completa           |

No entanto, como apresenta e defende Marcuschi, tais modalidades são práticas sociais de realização da língua, com semelhanças e diferenças, que convivem e são utilizadas cotidianamente para atender a diferentes propósitos em diferentes contextos de uso (no trabalho, na escola, grupos sociais, família, vida burocrática, atividade intelectual, etc), podendo, ainda, sofrerem influências mútuas e se complementarem (como nos chats, aplicativos de mensagem instantânea, aulas expositivas, jornais televisivos, entre outros).
Desta forma, o autor colocar em vista o contínuo existente entre as modalidades, em outras palavras, que seus usos podem ir da fala mais informal (conversa espontânea) a escrita mais formal (artigo científico) ou da escrita mais informal (bilhete de geladeira) a fala mais formal (conferência acadêmica num congresso). De modo global, o linguísta afirma que são os usos reais da língua (interlocutores, necessidades, objetivos, contextos) que determinam as formas (escrita ou oralidade e formalidade ou informalidade) de utilizá-la. 
Nesta linha de pensamento, ambos os modos de usar a língua permitem a produção de textos coesos e coerentes, com raciocínio abstrato, expressões formal ou informal, nos mais variados contextos, tendo seus alcances e limitações dodos simplesmente pela suas formas básicas de realização, ou seja, som e grafia. Podem haver contextos em que o uso de uma ou de outra forma não seja possível, necessário, desejável ou que atenda às necessidades dos usuários. Diante disso, o linguista afirma:
| “ | Em suma, eficácia comunicativa e potencial cognitivo não são vetores relevantes para distinguir a oralidade e escrita, de modo que a tese da grande virada cognitiva que a escrita, de modo especial a escrita alfabética, representaria com seu surgimento na humanidade, não passa de um mito já superado. | ” |

## Gêneros orais
São gêneros de texto que foram produzidos para serem realizados especificamente por meio da oralidade (voz humana), independentemente de terem ou não uma forma escrita. 
Exemplos de gêneros orais:
| Esferas de uso (contextos) | Gêneros orais |
| -------------------------- | --- |
| Dia a dia                  | Fofoca, caso, discussão, discurso, juramento, nota de falecimento, convite, recado, etc. |
| Entretenimento e literária | Cantiga, piada, repente, bingo, narração esportiva, locução de radio, música, entrevista, etc. |
| Escolar e acadêmica        | Palestra, conferência, exposição oral, debate, defesas de trabalhos, prova oral, etc. |
| Religiosa                  | Sermão, pregação, oração, reza, confissão, benzeção, cantos, ladainha, hinos, oferenda, etc. |
| Jornalística               | Notícia, reportagem, entrevista, etc. |
| Jurídica                   | Depoimento, defesa, acusação, etc. |
| Diversos                   | Relato de experiência vivida, relato de viagem, diário íntimo, testemunho, anedota ou caso, autobiografia, instrução, agradecimentos, informes, avisos, leilão, atendimentos, interrogatório, denúncia, consulta, comandos, instruções, entre vários outros. |